# Nerf sacculaire
Le nerf sacculaire est un nerf sensitif constitutif du nerf vestibulaire.
Il prend naissance au niveau de la macule sacculaire.
Il pénètre dans le méat acoustique interne au niveau des foramens de l'aire vestibulaire inférieure et rejoint le ganglion vestibulaire.